# Tommaso Baj
Tommaso Baj (* um 1650 in Crevalcore; † 22. Dezember 1714 in Rom - gen. auch Bai) war päpstlicher Sänger und Kapellmeister der Cappella Giulia in Rom.

## Leben
Etwa im Jahre 1670 trat er in den Chor der Cappella Giulia als Sänger ein und verließ diesen bis zu seinem Lebensende nicht mehr. Er avancierte in der Stimmlage eines Tenors zum päpstlichen Sänger. Baj erlebte die folgenden Kapellmeister:
- Orazio Benevoli (1646–1672)
- Ercole Bernabei (1672–1674)
- Antonio Masini (1674–1678)
- Don Francesco Berretta (1678–1694)
- Paolo Lorenzani (1694–1713)

Im Jahre 1713 wurde er letztlich selbst bis zu seinem Tode Kapellmeister. In einem Notenblatt im Besitze eines Haberl zu seiner Virgo gloriosa wird er als Komponist und Sänger erwähnt. Das Todesdatum nach Baini ist der 22. Dez. 1714, nach dem Notenblatt der Virgo gloriosa wird 1717 als Todesdatum erwähnt.

## Werke
Eitner verzeichnet folgende Werke:
- Miserere zu 4 Stimmen, zusammen aufgeführt mit dem Miserere zu 5 Stimmen von Allegri (s. u.)
- Virgo gloriosa, im Besitz von Haberl (nach Eitner[3])
- Miserere 8 voc. fecit 1700. Ms. 16690
- Missa super Ut re mi fa, 5 voc. in P. — T 39 allerlei Gesge. in P. — "W. 17 Nr. 81 obige Messe in P.
- Mss. in B. M.
- 2 Messen zu 5 Stkn., 1 Miserere zu 5 Stim, und 13 Motetten zu 4 u. 5 Stim, in P.
- Missa 5 voc., Ms. 16698 Nr. 13 in Hofb. Wien
- 2 Motetten zu 4 Stirm, in P: Serve bone und Dne. quando veneris, Ms. Bd. 158 in Breslau Kircheninstit.
- 1 Gesg. in alter Hds., P. in Brüssel 1854
- weitere Neudrucke

## Trivia
Es gibt am Vatikan ein berühmtes Miserere, das zu Ostern aufgeführt wird und aus zwei Teilen besteht. Der erste Teil ist ein fünfstimmiger Chor von Allegri, der zweite vierstimmige Teil stammt von Baj [Originalzitat von Eitner 1905: Der 1. Chor zu 5 Stim., ist von Allegri und der 2. Chor zu 4 Stim. von Bai. (Capella sistina Kat. p. 50. B, B., L 24. B. Joach. Bei'lin Singak. Lübeck. Schwerin F. inkompl. Hofb. Wien 15926, 2. Musikfr. Wien. Bologna.— Gedruckt in Choron, Burney und Lugano 1840.)].
Er war bekannt seinen sehr ausgefeilten Umgang mit den Feinheiten der Sprache und auch in der Niederschrift bekannt.

## Weiterführende Literatur
- Baggs, Charles Michael: The Ceremonies of Holy-Week at the Vatican and S. John Lateran's Described and Illustrated from History and Antiquities; with an Account of the Armenian Mass at Rome on Holy-Saturday, Etc, Rom 1839 (Digitalisat)
- F. J. Fétis: Biogr. univ. des musiciens, I, Paris 1860, S. 225 ff.
- G. Gaspari: Catal. d. Bibl. del Liceo Musicale di Bologna, II, Bologna 1892, S. 174; III, ibid. 1893, S. 6.
- Rupert Hughes: Music Lovers' Encyclopedia, Doubleday, Doran and Company, Inc, New York 1939.
- Liliana Pannella: Baj, Tommaso. In: Alberto M. Ghisalberti (Hrsg.): Dizionario Biografico degli Italiani (DBI). Band 5: Bacca–Baratta. Istituto della Enciclopedia Italiana, Rom 1963.
- Die Musik in Geschichte und Gegenwart, I, col. 1092
- Dizionario Ricordi della musica e dei musicisti, Mailand 1959, S. 92.